# Dasyhelea atra
Dasyhelea atra är en tvåvingeart som beskrevs av Meillon och Wirth 1989. Dasyhelea atra ingår i släktet Dasyhelea och familjen svidknott.
Artens utbredningsområde är Zimbabwe. Inga underarter finns listade i Catalogue of Life.